# احمد رضا بیگ
احمد رضا بیگ (۱۸۵۸–۲۶ فوریه ۱۹۳۰) سیاستمدار ترک در دوران مشروطه دوم امپراتوری عثمانی و از بنیانگذاران حزب اتحاد و ترقی بود که به ریاست مجلس سنا و وزارت علوم هم رسید.

## زندگی‌نامه
احمد رضا، فرزند علی رضا بیگ، متولد استانبول در سال ۱۸۵۸ میلادی. پدر وی به دلیل تسلط بر زبان انگلیسی به آنگلیز («انگلیسی») ملقب شد. مادر وی، Fraulein Turban، مجار و متولد مونیخ بود که به وین نقل مکان کرد در آنجا با علیرضا آشنا شد و برای ازدواج با او مسلمان شد و نام نائله سبیکه خانوم را برای خود انتخاب کرد.
احمد از دبیرستان گالاتاسرای در استانبول فارغ‌التحصیل شد و پس از آن در فرانسه در رشته کشاورزی تحصیل کرد. وی در جوانی به دنبال بهبود وضعیت دهقانان عثمانی بود و می‌خواست با استفاده از ایده‌های آگوست کامت، روش‌های کشاورزی را بهبود بخشد.
در سال ۱۸۹۴، مقالاتی دربارهٔ  سنت مشورت در اسلام در عثمانی منتشر کرد. در سال ۱۸۹۵، مجله مشورت، مجله ای که وی منتشر کرد، به یک منبع جنبش تبعیدی ترکان جوان تبدیل شد.
وی در کنگره مخالفان عثمانی ۱۹۰۲ در پاریس با درخواست‌های شاهزاده صباح الدین برای انقلاب و مداخله اروپا در امپراتوری عثمانی مخالفت کرد. در دومین کنگره مخالفان عثمانی ۱۹۰۷، در ابتدا با اکراه از استفاده از خشونت برای برکناری سلطان عثمانی حمایت اما بعداً نظر خود را مخالف آن کرد.

## سفر به پاریس
در سال ۱۸۸۹، برای شرکت نمایشگاه صدمین سالگرد انقلاب فرانسه به پاریس رفت و در آنجا ماند.
در دانشگاه پاریس، به شرکت در کلاسهای پیر لافیت پرداخت. لافیت معتقد بود که اسلام پیشرفته‌ترین دین است بنابراین ورود به مکتب پوزیتیویسم برای مسلمانان آسان خواهد بود.
وی به یکی از فعالترین اعضای Société Positiviste (انجمن پوزیتیویزم) تبدیل شد، و از سال ۱۹۰۵ به عنوان «نماینده جوامع مسلمان» در آن انجمن ظاهر شد، و به گسترش پوزیتیویزم کمک کرد.
وی از ابتدای حضور خود در پاریس سعی در پاسخگویی به روزنامه‌ها و مجلاتی داشت که در مورد امپراتوری عثمانی نظرات مطلوبی نداشتند.
در سال ۱۸۹۱ به روزنامه ای در استانبول نوشت که توسط مرکز پاریس برای بازگشت به ترکیه تحت فشار قرار گرفته چرا که زنان ترک را آزاد خوانده‌است و گفت که او به هیچ انجمن مخفی تعلق ندارد.
احمد نظرات خود را در سال ۱۸۹۳ به سلطان عبدالحمید دوم فرستاد و وقتی برای ادامه ارتباط تشویق شد سعی کرد سلطان را متقاعد کند که رژیم مشروطه چیز بدی نیست.
احمد رضا از حکومت ترکان طرفداری می‌کرد و از این نظر در نقطه مقابل شاهزاده صباح الدین قرار می‌گرفت که طرفدار حضور همه گروه‌های نژادی در آینده کشور بود. وی از رهبران مهم جنبش ترکان جوان که منجر به تولد کشور ترکیه گشت محسوب می‌شود.

## فعالیت‌های بعدی
احمد رضا افتتاح دومین دبیرستان دخترانه در ترکیه، دبیرستان دخترانه Kandilli را در سال ۱۹۱۶ در استانبول تصویب کرد.
پس از کناره‌گیری در پایان جنگ جهانی اول، خاطرات خود را نوشت که بیش از ۵۰ سال پس از مرگ وی در سال ۱۹۸۸ تحت عنوان Meclis-i Mebusan ve Ayan Reisi Ahmet Rıza Bey’in Anıları («خاطرات احمد رضا، رئیس اتاق نمایندگان و سنا») منتشر شد. وی در ۲۶ فوریه ۱۹۳۰ در استانبول درگذشت.